# Chris O'Neil (tenista)
Chris O'Neil (Newcastle, 19 de março de 1956) é uma ex-tenista profissional australiana.

## Grand Slam finais

### Simples: 1 (1 título)
| Posição | Ano  | Campeonato      | Piso  | Oponente       | Placar        |
| Campeã  | 1978 | Australian Open | Grama | Betsy Nagelsen | 6–3, 7–6(7–3) |